# Kungsspindel
Kungsspindel (Araneus saevus) är en spindelart som först beskrevs av Ludwig Carl Christian Koch 1872.  Kungsspindel ingår i släktet Araneus och familjen hjulspindlar. Enligt den svenska rödlistan är arten nära hotad i Sverige. Arten förekommer i Götaland, Svealand, Nedre Norrland och Övre Norrland. Artens livsmiljö är skogslandskap. Inga underarter finns listade i Catalogue of Life.